# Гаймінг (Німеччина)
Гаймінг (нім. Haiming) — громада в Німеччині, розташована в землі Баварія. Підпорядковується адміністративному округу Верхня Баварія. Входить до складу району Альтеттінг.
Площа — 28,67 км2. Населення становить 2506 ос. (станом на 31 грудня 2020).